# Sparaxis maculosa
Sparaxis maculosa är en irisväxtart som beskrevs av Peter Goldblatt. Sparaxis maculosa ingår i släktet Sparaxis och familjen irisväxter. Inga underarter finns listade i Catalogue of Life.